# Zlatko Dedič
Zlatko Dedič (ur. 5 października 1984 w Bihaciu) – słoweński piłkarz grający na pozycji napastnika.

## Kariera klubowa
Dedič urodził się w Bośni i Hercegowinie, ale karierę piłkarską rozpoczął w Słowenii, w klubie FC Koper. W pierwszej lidze słoweńskiej zadebiutował w sezonie 2000/2001 i rozegrał w nim 3 spotkania.
Latem 2001 Dedič w wieku 17 lat wyjechał do Włoch. Został piłkarzem AC Parma. Przez trzy lata grał w rezerwach tego klubu i nie przebił się do pierwszej drużyny. W 2004 roku został wypożyczony do Empoli FC i 8 listopada 2004 zadebiutował w Serie B w przegranym 0:1 wyjazdowym spotkaniu z Pescarą Calcio. W Empoli zaliczył 10 meczów i wrócił do Parmy. 21 września 2005 rozegrał dla niej swoje pierwsze spotkanie, przegrane 1:4 na wyjeździe z Romą. Na początku 2006 roku trafił na wypożyczenie do drugoligowego US Cremonese (debiut 21 stycznia 2006 w przegranej 0:1 potyczce z Hellas Werona), a w Parmie grał jeszcze w rundzie jesiennej sezonu 2006/2007.
W 2007 roku Słoweniec odszedł do Frosinone Calcio, grającego w Serie B. 27 stycznia 2007 rozegrał dla Frosinone swój pierwszy mecz, zremisowany 0:0 z Modeną. W 2008 roku wypożyczono go do Piacenzy Calcio, w której swój debiut zanotował 19 stycznia w meczu z Mantovą (0:1). W barwach Piacenzy zdobył 10 goli i wrócił do Frosinone. W sezonie 2008/2009 strzelił dla tego klubu 10 bramek.
Latem 2009 roku Dedič został sprzedany za 800 tysięcy euro do niemieckiego VfL Bochum. Podpisał z nim kontrakt do czerwca 2012 roku.
| Sezon   | Klub             | Kraj     | Rozgrywki  | Mecze | Bramki |
| ------- | ---------------- | -------- | ---------- | ----- | ------ |
| 2000/01 | FC Koper         | Słowenia | Prva Liga  | 3     | 0      |
| 2001/02 | AC Parma         | Włochy   | Serie A    | 0     | 0      |
| 2002/03 | AC Parma         | Włochy   | Serie A    | 0     | 0      |
| 2003/04 | AC Parma         | Włochy   | Serie A    | 0     | 0      |
| 2004/05 | Empoli FC        | Włochy   | Serie B    | 10    | 0      |
| 2005/06 | AC Parma         | Włochy   | Serie A    | 10    | 0      |
| 2005/06 | US Cremonese     | Włochy   | Serie B    | 17    | 5      |
| 2006/07 | AC Parma         | Włochy   | Serie B    | 6     | 0      |
| 2006/07 | Frosinone Calcio | Włochy   | Serie B    | 16    | 2      |
| 2007/08 | Frosinone Calcio | Włochy   | Serie B    | 16    | 4      |
| 2007/08 | Piacenza Calcio  | Włochy   | Serie B    | 22    | 10     |
| 2008/09 | Frosinone Calcio | Włochy   | Serie B    | 31    | 10     |
| 2009/10 | VfL Bochum       | Niemcy   | Bundesliga | 15    | 2      |

## Kariera reprezentacyjna
W reprezentacji Słowenii Dedič zadebiutował 18 sierpnia 2004 roku w zremisowanym 1:1 towarzyskim spotkaniu z Serbią i Czarnogórą. Pierwszego gola w kadrze narodowej zdobył 6 września 2008 roku w zremisowanym 1:1 meczu eliminacji do Mistrzostw Świata w RPA z Polską. Drugą 9 września 2009 roku w Mariborze, także w meczu z Polską zdobył pierwszą bramkę w meczu wygranym przez Słoweńców 3:0. W meczu barażowym przeciwko Rosji strzelił gola decydującego o awansie Słowenii do Mistrzostw Świata w Republice Południowej Afryki